# Nỏ liên châu

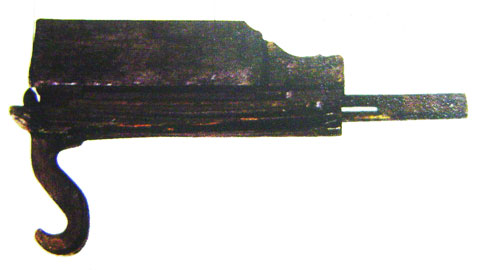
Nỏ Liên Châu được khai quật trong mộ cổ của nước Sở thời Chiến Quốc (thế kỷ 4 TCN)

Nỏ Liên Châu hay còn được gọi là nỏ thần là nỏ có thể một phát bắn được nhiều cung tên.

## Xuất xứ
Kỹ thuật bắn nỏ (hay giàn cung) có thể bắn nhiều mũi tên là có thật trong lịch sử Trung Quốc và lịch sử Việt Nam. Trong các di tích khảo cổ từ thời Chiến Quốc (481 - 221 trước công nguyên), người ta đã phát hiện nhiều chiếc nỏ Liên Châu.
Kỹ thuật quân sự này đã được phát huy toàn diện dưới thời Tần Thủy Hoàng. Quân Tần sở dĩ rất mạnh là vì có đội quân bắn tên gây sát thương cực lớn cho đối phương, một phần nhờ đội quân này Tần Thủy Hoàng đã thống nhất được Trung Hoa.
Nỏ liên châu thời cổ Trung Quốc gồm 2 loại: 
- Loại thứ nhất dùng cơ cấu đơn giản: đặt nhiều mũi tên trên mặt phẳng khắc nhiều rãnh, mỗi lần thả dây sẽ phóng được nhiều mũi tên (giống nỏ Cao Lỗ). Loại này có tầm bắn xa nhưng kích thước lớn, nên phải gắn trên xe hoặc bệ, cần nhiều người để vận hành.
- Loại thứ 2 tân tiến hơn, có hộp chứa tên gắn với cơ cấu lên dây, mỗi lần thả dây chỉ phóng 1 mũi tên nhưng khi kéo lại thì nạp được luôn mũi tên mới. Loại này gọn nhẹ, bắn nhanh, mỗi bộ binh có thể mang theo bên mình như vũ khí cá nhân, nhưng tầm sát thương không bằng loại kia.

Đến thời Tam Quốc, Gia Cát Lượng (181 - 234) đã cải tiến loại nỏ thứ 2 để bắn mạnh hơn, chính xác hơn (nhiều người nhầm lẫn, cho rằng Gia Cát Lượng phát minh ra loại nỏ liên châu, thực ra ông đã cải tiến chứ không phát minh ra nó).

## Tại Việt Nam
Nỏ liên châu do tướng quân Cao Lỗ chế tạo dưới thời Thục Phán An Dương Vương nhà nước Âu Lạc, đặt tên là Linh Quang Kim Quy Thần Cơ.
Tính năng: theo tương truyền bắn một lần được nhiều phát mà các mũi tên đều bịt đồng sắc nhọn, đầu mũi tên có 3 cạnh làm tăng tiết diện vết thương, khiến vết thương mất máu nhiều, khó lành. Truyền thuyết đã thần thánh hóa, gọi là: "Linh Quang Thần Cơ". Sách Lĩnh Nam chích quái chép rằng: Cứ đem nỏ ra chĩa vào quân giặc là chúng không dám đến gần.
Cao Lỗ huấn luyện cho hàng vạn binh sĩ ngày đêm tập bắn nỏ. Vua An Dương Vương thường xem tập bắn trên "Ngự xạ đài", dấu vết này nay vẫn còn (góc đông bắc ngoài thành Nội ở Cổ Loa). Khi Triệu Đà cho quân xâm lược Âu Lạc, quân Triệu đã bị các tay nỏ liên châu bắn tên như mưa, thây chết đầy nội và phải lui binh. Đương thời, nỏ liên châu trở thành thứ vũ khí lợi hại của nước Âu Lạc.
Từ năm 1959 ở Cổ Loa đã phát hiện được kho tên đồng hàng vạn mũi tại khu vực Cầu Vực. Cuộc khai quật Đền Thượng năm 2005 phát hiện di tích lò đúc mũi tên đồng cùng các khuôn đúc mũi tên ba cạnh, cho phép xác định rằng khu vực tây nam thành Trong xưa là một binh xưởng đúc mũi tên trang bị cho quân đội của An Dương Vương. Có hai chiếc lẫy nỏ trưng bày ở Bảo tàng Lịch sử quốc gia được phát hiện ở Cổ Loa, có niên đại cách ngày nay khoảng 2500 – 2000 năm. Qua phục dựng cho thấy đây là loại nỏ bắn nhiều phát một lúc, theo đó một mặt phẳng được khắc nhiều rãnh để nạp được nhiều mũi tên, sau khi thả lẫy thì dây bật ra, phóng đi nhiều mũi tên cùng lúc.

### Truyền thuyết
Nỏ liên châu được truyền thuyết hóa, trở thành "Sự tích nỏ thần" còn được biết đến về câu chuyện Mỵ Châu-Trọng Thủy. Truyền thuyết này tất cả người Việt Nam đều biết và coi đó là bài học lịch sử xương máu.
Dưới góc nhìn lịch sử, theo một số nhận định thì nỏ thần thực chất chỉ là hư cấu tình tiết "một lần bắn được hàng trăm mũi tên". Truyền thuyết nỏ thần ghi nhận sự phát triển về chế tạo vũ khí thô sơ sát thương cao (mũi tên bằng đồng). Nỏ thần là hình ảnh tượng trưng cho sức chiến đấu của người Âu Lạc bấy giờ, sự tích nỏ thần là bài học trong lịch sử Việt Nam: luôn phải đề cao cảnh giác trước những âm mưu thâm độc của nước ngoài. Nếu sơ hở, mất sự cảnh giác vì tin giặc thì sẽ dẫn đến mất nước.